# Павел Чистјаков
Павел Петрович Чистјаков (рус. Павел Петрович Чистяков; Санкт Петербург, 5. јул 1832 — Санкт Петербург, 11. новембар 1919) био је руски  сликар и професор уметности. Познат је по историјским, жанровским сценама као и портретима.

## Биографија
Његов отац је био ослобођени кмет који је радио као управник имања. Упркос финансијским оптерећењима, побринуо се да његов син добије одговарајуће образовање; прво у парохијској школи у Красном Холму, затим у средњој школи у Бежецку.
Године 1849. уписао је Империјалнуу академију уметности, где је студирао код Петра Басина и Максима Воробјева. Од 1854. до 1858. добио је две сребрне медаље и једну златну, за приказ Гермогена у затвору. Године 1861. дипломирао је са титулом „уметник“, још једном златном медаљом (за слику Софије Литванске на венчању њеног сина Василија II) и правом на стипендију за студије у иностранству. Пре одласка, кратко је предавао у припремној школи у Санкт Петербургу.
Године 1862. упутио се ка Немачкој, након чега су уследиле дуге посете Паризу и Риму. По повратку 1870. године добио је титулу „академика“.
Након тог времена, посветио се првенствено подучавању будућих сликара, прво у Царском друштву за подстицање уметности, затим на академији, где је развио сопствене наставне методе које су спајале директно посматрање са научним проучавањем. Ретко је излагао. Његово неколико радова било је углавном на историјске теме, у које је покушао да унесе психолошку дубину, а не само да представља догађаје.
Постао је ванредни професор на академији 1872. године, а након реорганизације 1892. године постао је члан академског већа. Од 1890. до 1912. био је шеф Одељења за мозаике и надгледао неколико пројеката израде мозаика; посебно у Саборном храму Христа Спаситеља и Исааковском храму.
Његова супруга Вера, ћерка сликара Јегора Мајера, такође је била познати уметник. Улица у којој је живео добила је име по њему, а 1987. његов дом у Пушкину (предграђе Санкт Петербурга) претворен је умузеј.

## Галерија
- Слике Павла Чистјакова
- Патријарх, Гермоген, одбија да благослови Пољаке (1860)
- Софија Литванска отима златни појас од Василија Косоја (1861)
- Ђованина седи на прозорској дасци (1864)
- Ђованина
- Бојарин (1876)